# Karin Hempel-Soos
Karin Hempel-Soos, Pseudonym Katherina Koslowsky, (* 13. März 1939 in Dresden; † 23. Oktober 2009 in Bonn) war eine deutsche Schriftstellerin.

## Leben
Karin Hempel-Soos wuchs in Meiningen/Thüringen auf. Nach dem Abitur begann sie in Dresden ein Studium der Germanistik, Politologie und Wirtschaftswissenschaft. 1959 flüchtete sie aus der  DDR in die Bundesrepublik Deutschland. Hier setzte Karin Hempel-Soos ihr Studium an den Universitäten Köln und Bonn fort. Sie wohnte seit 1960 in Bonn und war aktiv in der Gewerkschaftsarbeit sowie Frauenbewegung. Seit 1968 war Karin Hempel-Soos Mitglied der SPD; zeitweise hatte sie den Vorsitz der Arbeitsgemeinschaft sozialdemokratischer Frauen inne. 1977 gehörte sie zu den Mitbegründerinnen des Bonner Frauenhauses. Seit 1980 war sie als Schriftstellerin und Journalistin tätig, zugleich trat sie als
Kabarettistin auf. Seit 1994 leitete Karin Hempel-Soos als eine führende Persönlichkeit des Kulturbetriebs das Bonner Haus der Sprache und Literatur.

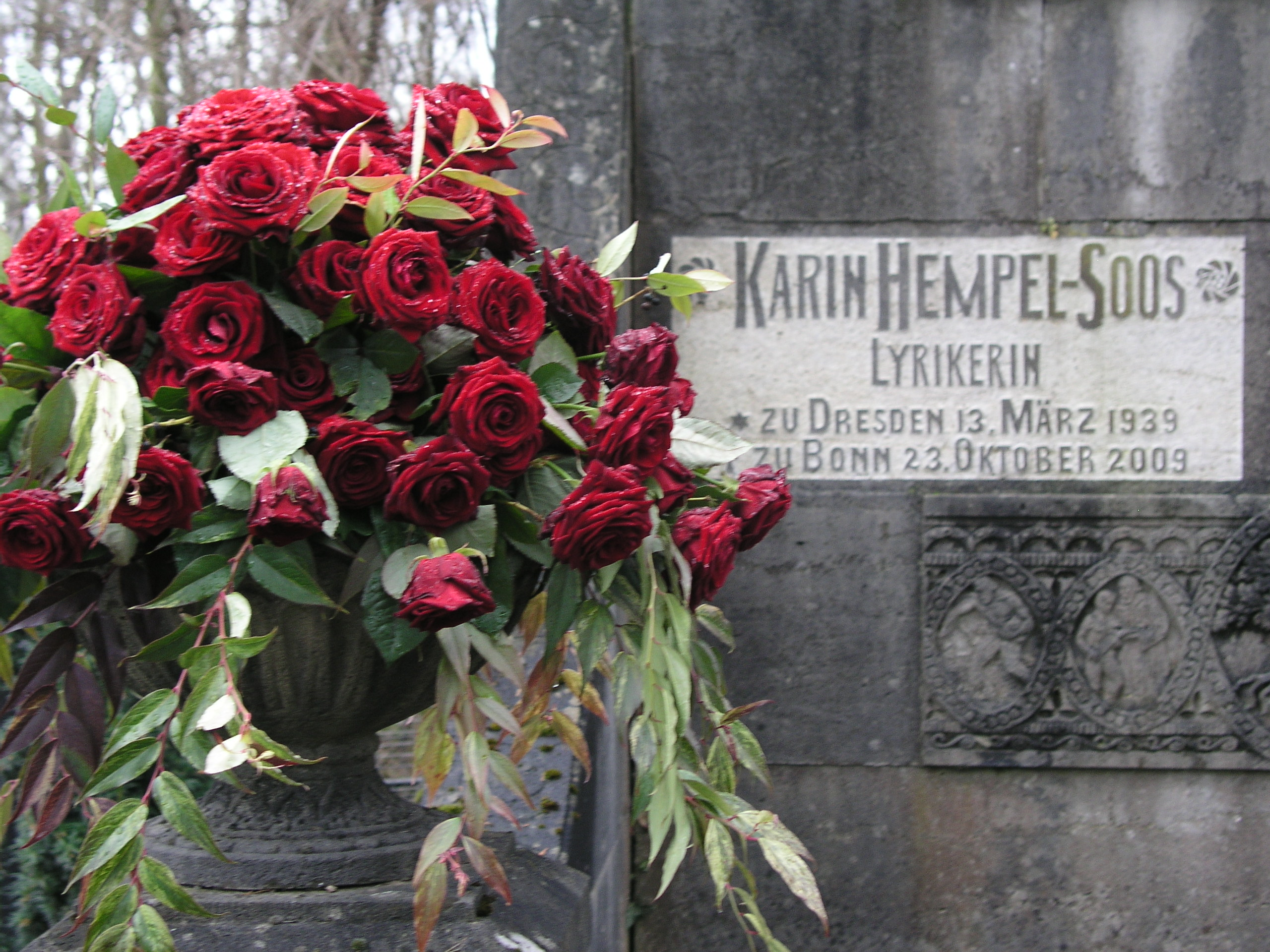
Karin Hempel-Soos’ Grabstätte

Als Verfasserin von Lyrik, Kurzprosa und Satiren  war Karin Hempel-Soos Mitglied des Verbandes Deutscher Schriftsteller (VS) in der Gewerkschaft ver.di. 1984 wurde sie auf dem Saarbrücker Kongress in den Bundesvorstand gewählt.

## Auszeichnungen
- 1997: Literaturpreis der Bonner Lese- und Erholungsgesellschaft
- 1999: Bundesverdienstkreuz 1. Klasse
- 2002: Bröckemännche-Preis des Bonner Medienclubs
- 2009: Verdienstorden des Landes Nordrhein-Westfalen

## Veröffentlichungen

### Autorin
- Meine unsortierten Jahre. Gedichte. Junger, Bonn 1980
- Für Männer verboten. Bonner Bösenachtgeschichten. Burckhardthaus-Laetare, Gelnhausen/Berlin 1983, ISBN 3-7664-9162-8.
- Blütenblättermüll. Bouvier, Bonn 1986, ISBN 3-416-01986-5.
- Feuerlilien, Katzenhaar. Gedichte. Bouvier, Bonn 1987, ISBN 3-416-02000-6.
- Das Böse mehrt sich über Nacht. Gedichte. Bouvier, Bonn 1989, ISBN 3-416-02194-0.
- Liebe in dieser Zeit. Gedichte. Bouvier, Bonn 1993, ISBN 3-416-02441-9.
- Anabiose. Gedichte. Wienand, Köln 2001, ISBN 3-87909-774-7.

### Herausgeberin
- Zusammen mit Marianne Pitzen: Skripturale ’88. Ein Projekt aus Kunst und Kultur. Frauenmuseum, Bonn 1988, ISBN 3-928239-11-2.
- Zusammen mit Michael Serrer: „Was wir aufschreiben ist der Tod“. Thomas Bernhard-Symposium in Bonn 1995. Bouvier, Bonn 1998
- Unser Grundgesetz – meine Verfassung. Ansichten von Schriftstellern. DuMont, Köln 2003, ISBN 3-8321-5875-8.